# Jacobus Houbraken
Jacobus Houbraken, également connu comme Jacob Houbraken, né à Dordrecht le 25 décembre 1698 et mort à Amsterdam le 4 novembre 1780 , est un graveur néerlandais (Provinces-Unies).

## Biographie
Tout ce que son père, Arnold Houbraken (1660-1719), lui légua fut une solide constitution et l'amour du travail. En 1707, il vint s'installer à Amsterdam où, durant plusieurs années, il dut sans cesse se battre contre les difficultés. Il commença sa carrière de graveur en étudiant les œuvres de Cornelis Cort, Jonas Suyderhoef, Gérard Edelinck et celles des Visscher.
Il se consacra presque exclusivement au portrait. Parmi ses meilleures réalisations figurent des scènes illustrant la comédie De Ontdekte Schijndeugd, qu'il réalisa alors qu'il était âgé de 80 ans d'après Cornelis Troost, celui que ses compatriotes appelèrent le « Hogarth néerlandais ». Houbraken grava également des portraits pour le livre d'histoire de l'art de son père, De groote schouburgh der Nederlantsche konstschilders en schilderessen (Le Grand Théâtre des artistes et peintres néerlandais, 1718–1721), et pour celui de Jan van Gool, Nieuwe Schouburg der Nederlantsche kunstschilders (La Haye, 1750–51).

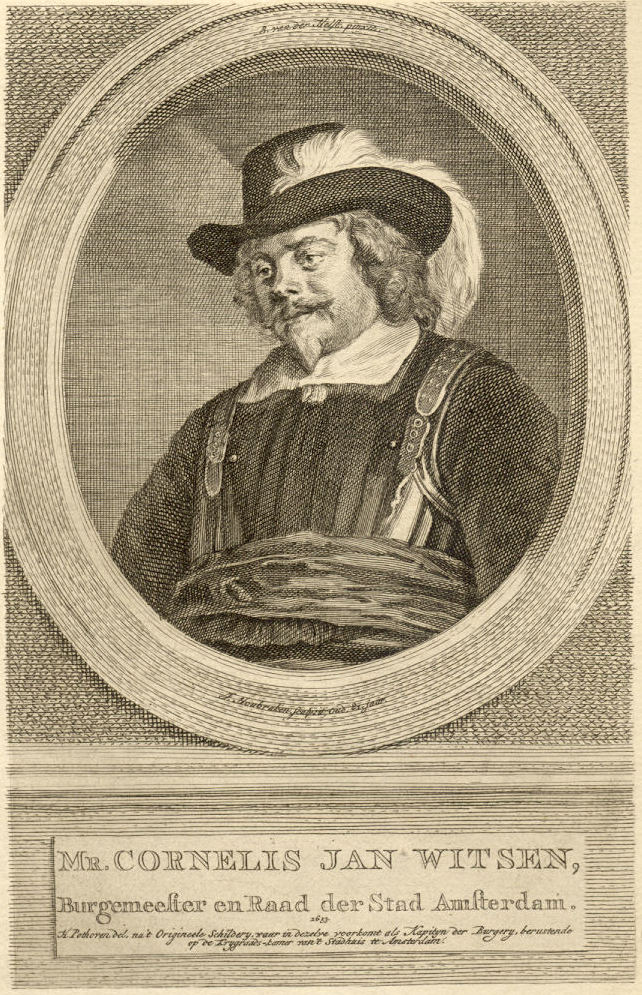
Portrait de Cornelis Jan Witsen (1605-1669)
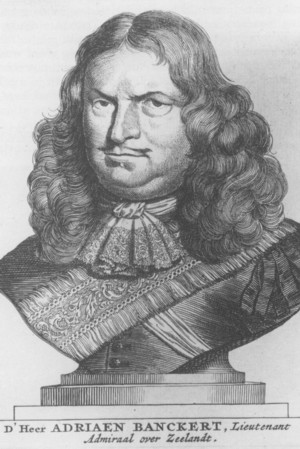
Portrait d'Adriaen Banckert (mort en 1684)
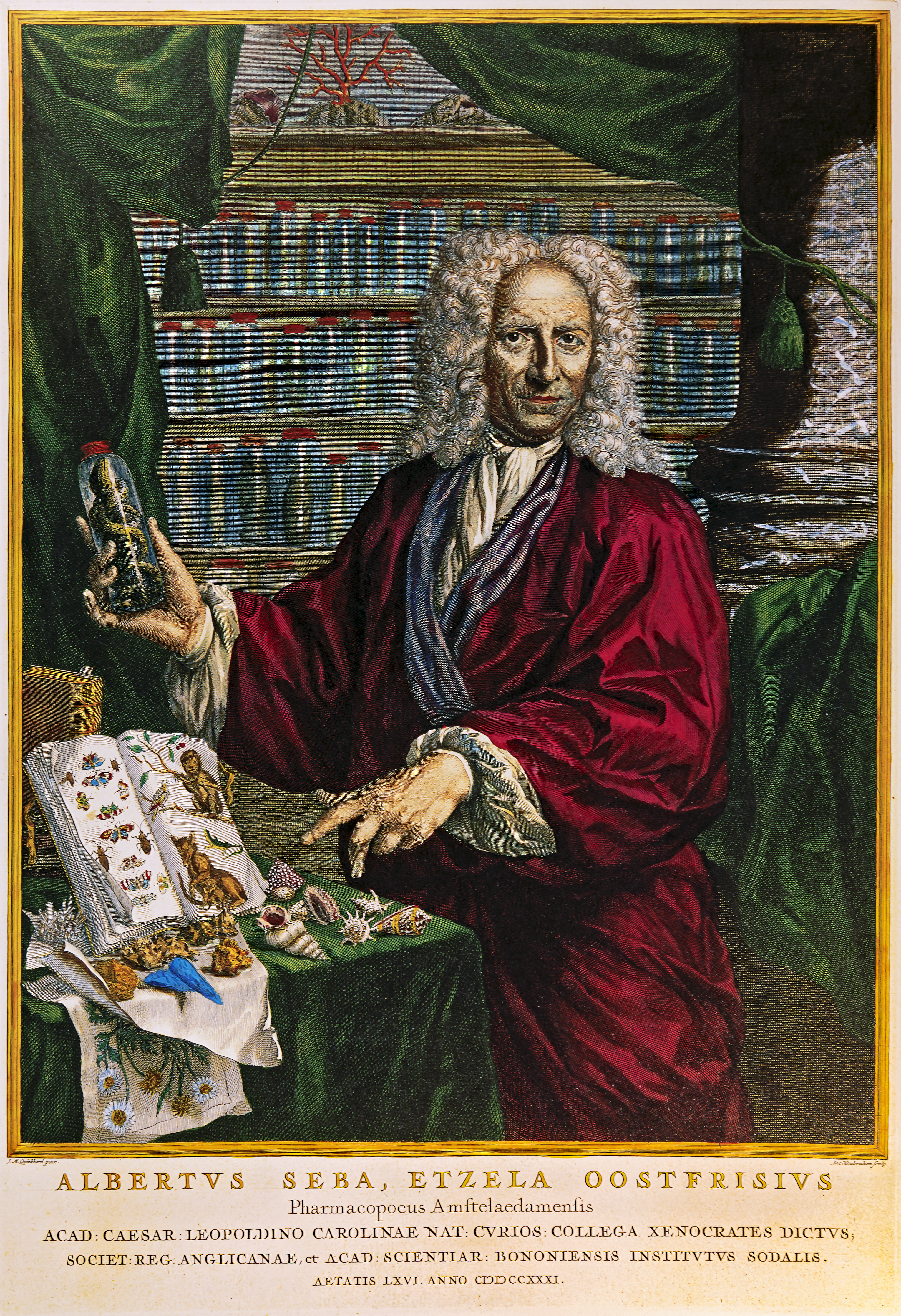
Portrait d'Albertus Seba (1665-1736)
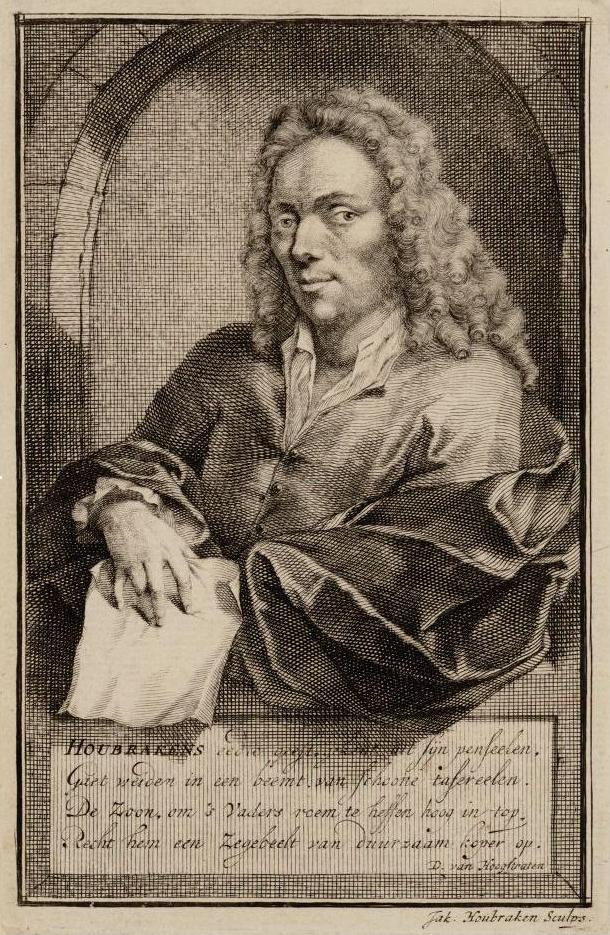
Portrait d'Arnold Houbraken (1660-1719, le père du graveur)
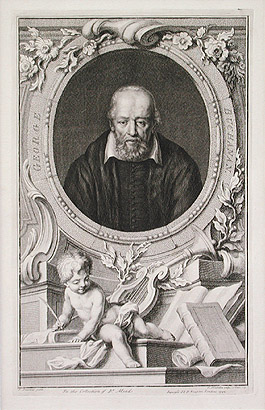
Portrait de George Buchanan (1506-1582)
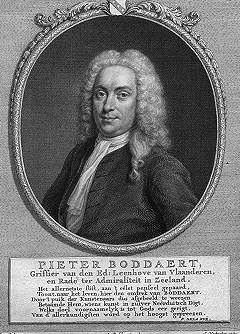
Portrait de Pieter Boddaert (1694-1760)
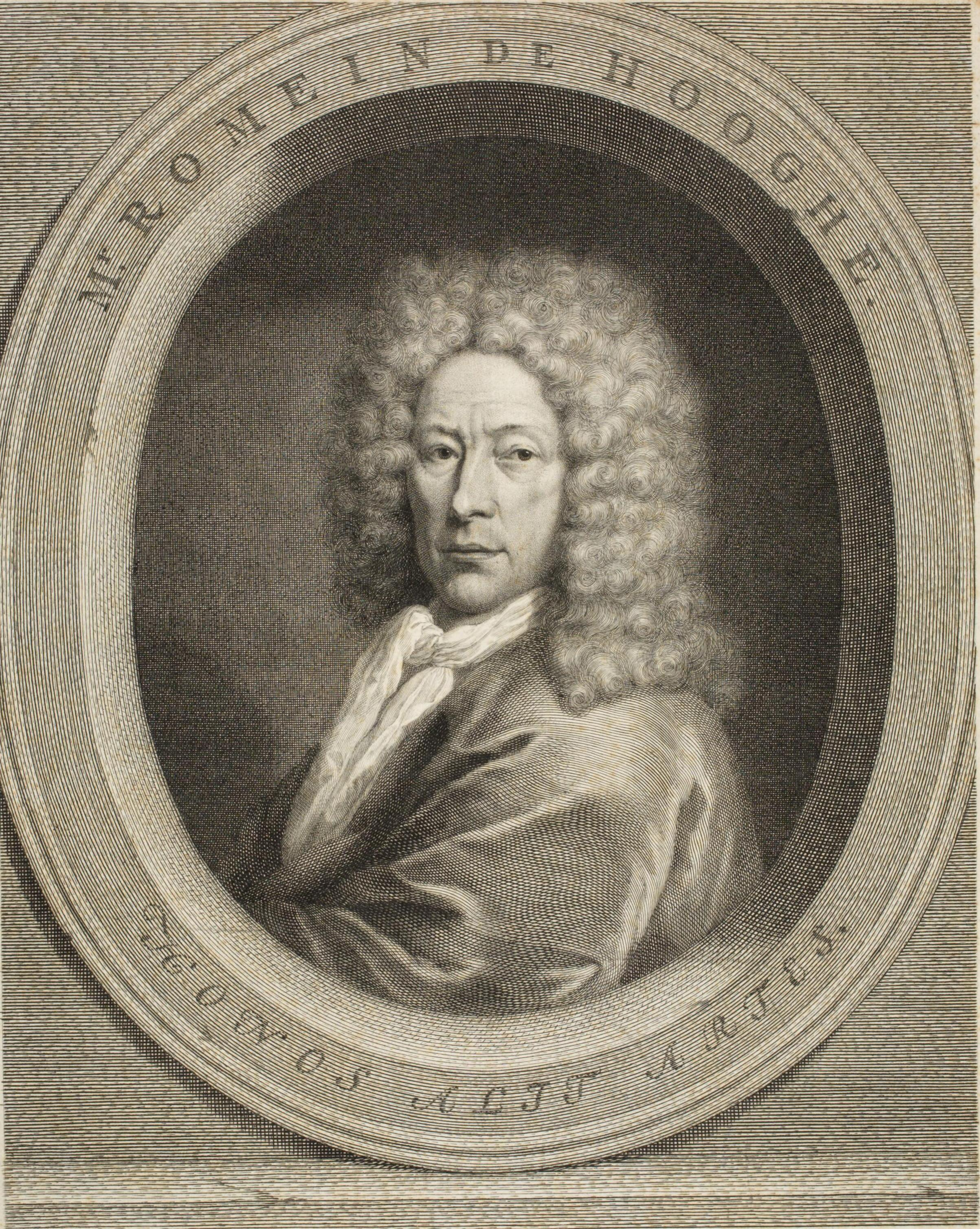
Portrait de Romeyn De Hooghe (1645-1708)
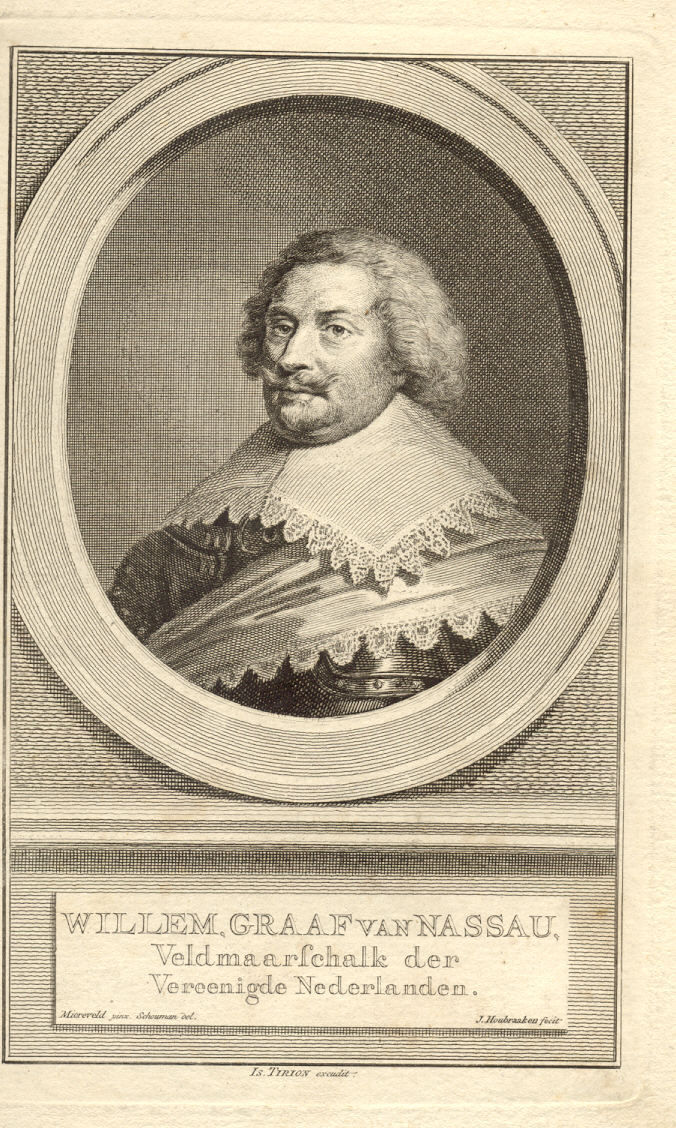
Portrait de Guillaume de Nassau-Siegen (1592-1642)
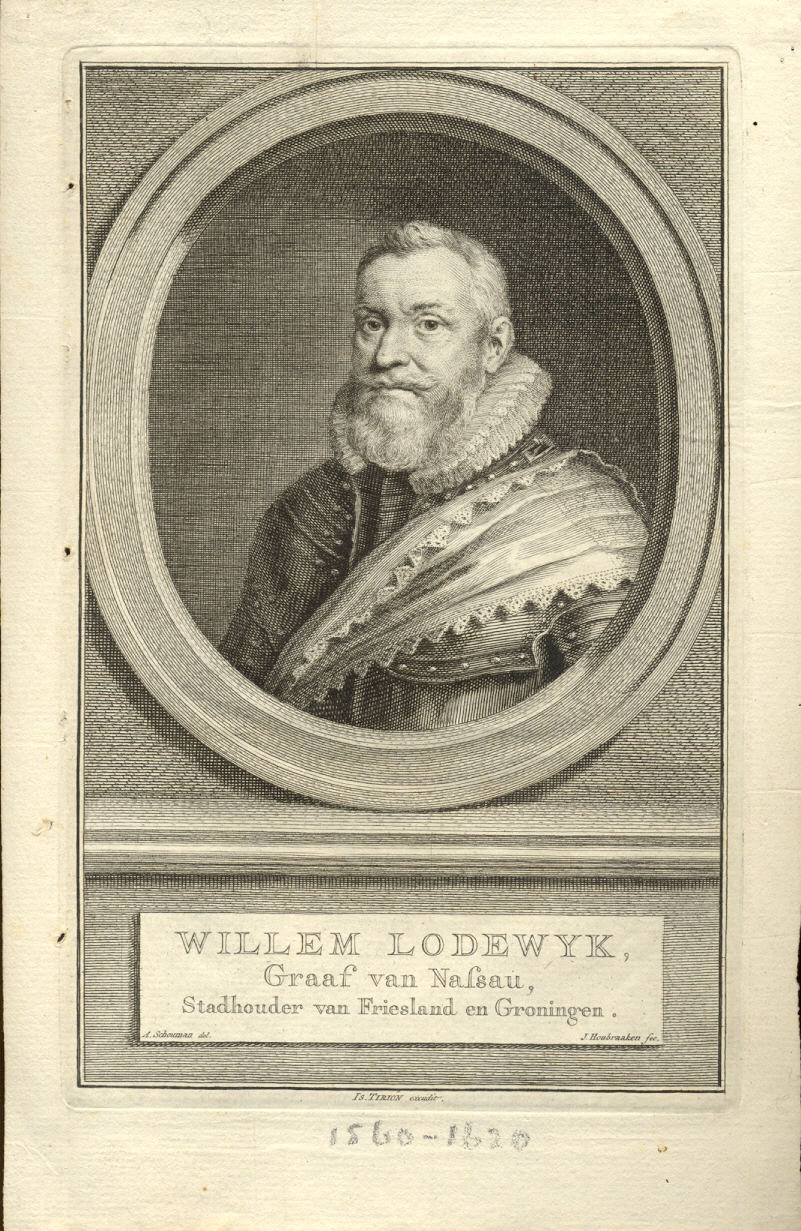
Portrait de Guillaume Louis de Nassau-Dillenburg (1560-1620)
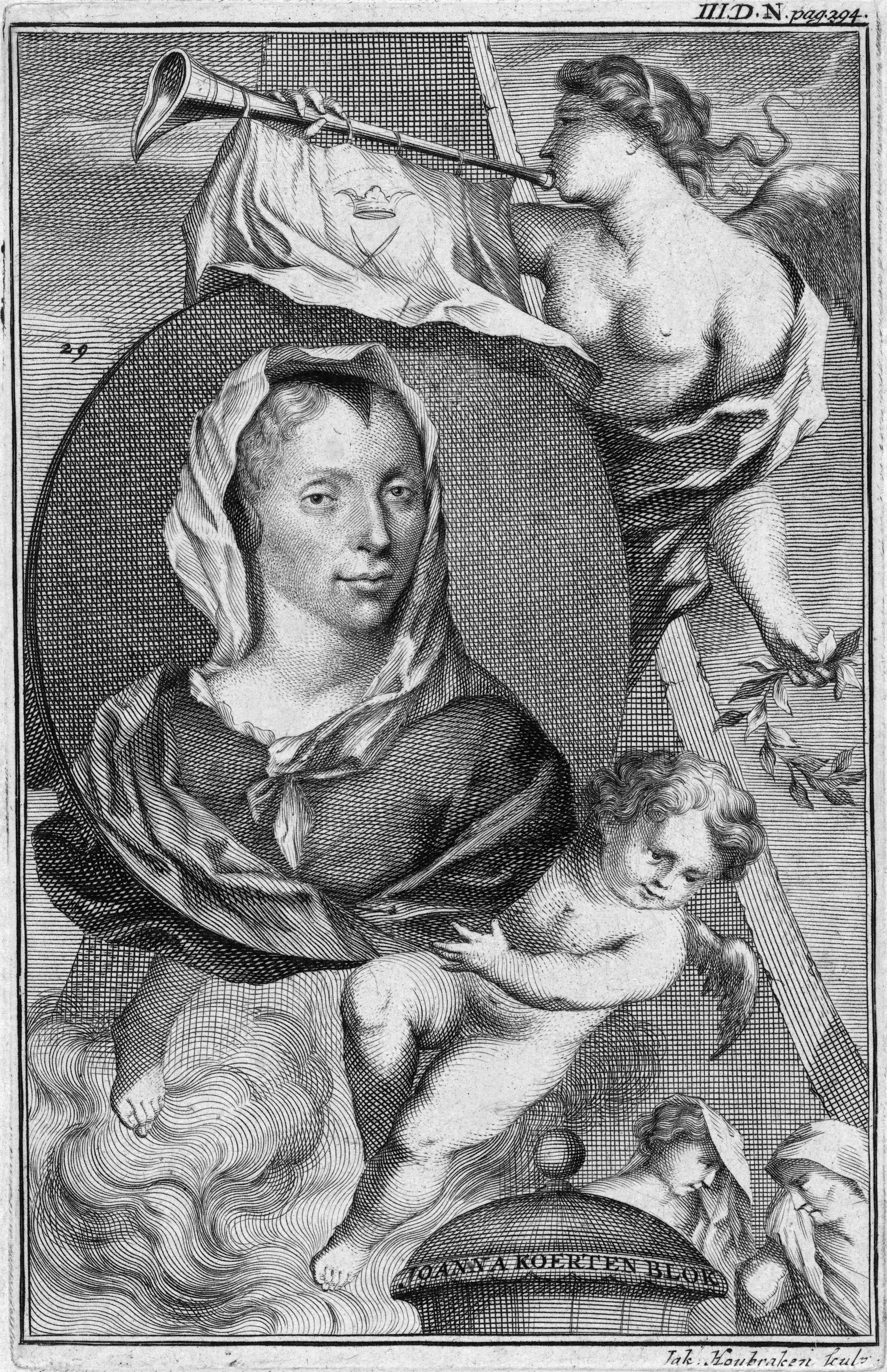
Portrait de Joanna Koerten (1650–1715)
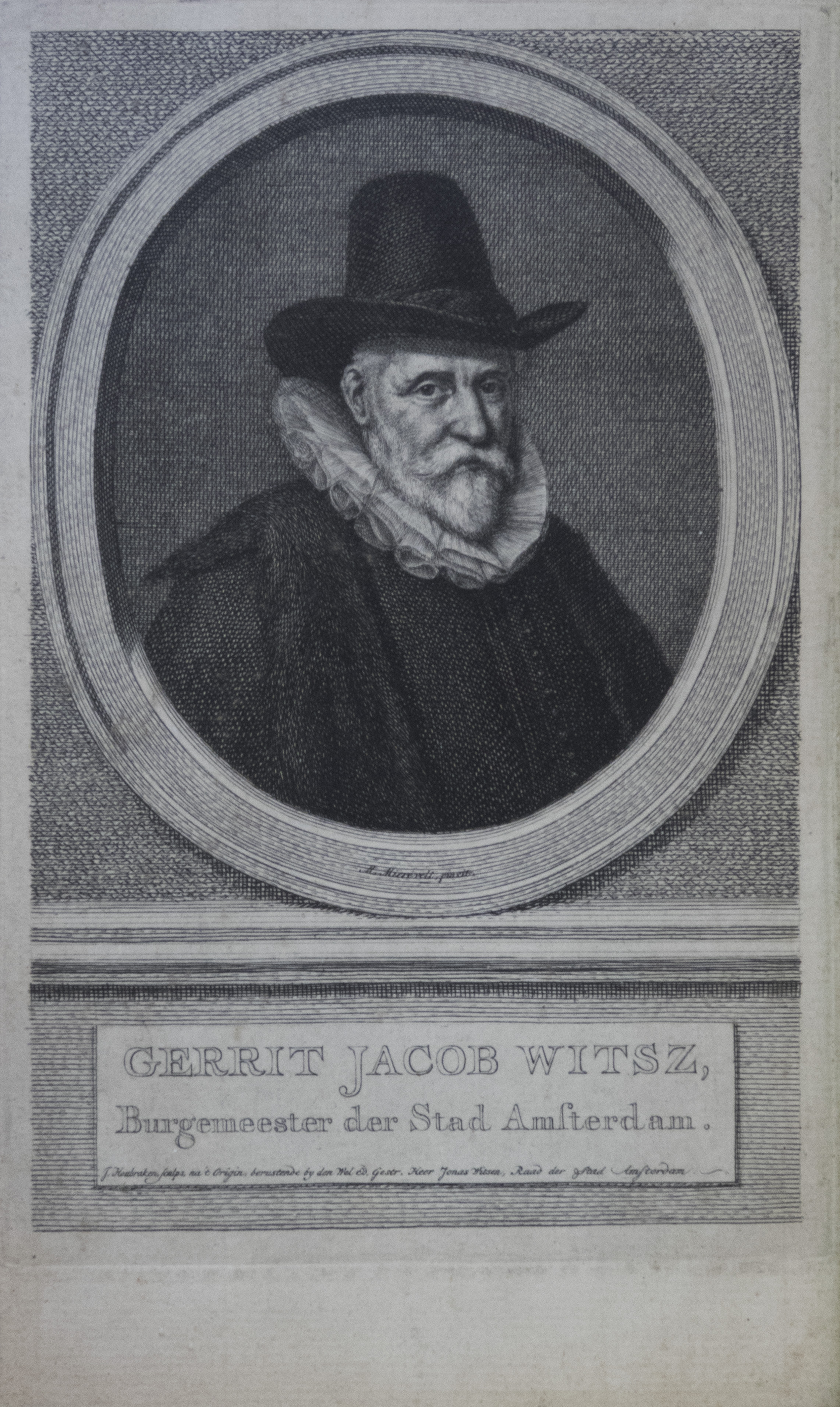
Portrait de Gerrit Jacob Witsz, maire d'Anvers